# Mieszkalnictwo wspomagane
Mieszkalnictwo wspomagane (ang. assisted living) – forma usług społecznych kierowanych do osób wymagających wsparcia, by móc prowadzić niezależne życie w społeczności lokalnej, w szczególności do osób z niepełnosprawnością intelektualną, seniorów, osób opuszczających zakłady karne, placówki opiekuńczo-wychowawcze lub osób bezdomnych.
Jest ono realizowane w typowym dla danej społeczności lokalu mieszkalnym poprzez zapewnienie pakietu usług służących zwiększeniu samodzielności, zaradności życiowej i integracji społecznej, ukierunkowanych na rozwijanie i wzmacnianie kompetencji osobistych i społecznych. Jego celem jest wspomożenie prowadzenia samodzielnej egzystencji, w tym zamieszkania poza rodziną i wieloosobową placówką opieki całodobowej przy odpowiednim profesjonalnym wsparciu m.in. asystentów. Może mieć charakter długotrwały (mieszkanie wspomagane zastępuje pobyt w wieloosobowej stacjonarnej placówce, np. mieszkanie senioralne przeznaczone dla osób starszych, wymagających stałego lub okresowego wsparcia) lub prewencyjny (doprowadza do uzyskania samodzielności życiowej i sfinalizowania procesu wspierania). Mieszkalnictwo wspomagane wpisuje się w zasadę deinstytucjonalizacji usług społecznych i inkluzji społecznej.

## Trening mieszkaniowy
Mieszkalnictwo wspomagane zazwyczaj rozpoczyna się treningiem mieszkaniowym realizowanym już poza instytucją, w lokalu mieszkalnym przeznaczonym na cele mieszkalnictwa wspomaganego, który po etapie treningu może (lecz nie musi) stać się mieszkaniem docelowym. Treningiem mieszkaniowym nazywa się określone w czasie działania diagnostyczno-terapeutyczne mające przygotować użytkowników do prowadzenia samodzielnego życia w społeczeństwie. Trening realizowany jest przez specjalistów asystujących mieszkańcowi w tym okresie całodobowo. Celem treningu jest nie tylko nabycie kompetencji prowadzenia samodzielnego gospodarstwa domowego i sprawnego wykonywania obowiązków związanych z obsługą mieszkania, ale też z: 1. określeniem potencjału osoby w zakresie samodzielności, zaradności życiowej, kompetencji społecznych i interpersonalnych, 2. ustaleniem zakresu wsparcia asystenta niezbędnego do realizacji potrzeb osoby z niepełnosprawnością na dalszych etapach zamieszkania wspomaganego, 3. decyzją o formie mieszkania docelowego.

## Mieszkanie docelowe
Po fazie treningowej następuje faza zamieszkiwania w formie docelowej, czyli w mieszkaniu, którego formuła wraz z określeniem zakresu wsparcia asystenta określana jest w perspektywie długofalowej, opierając się na diagnozie potrzeb i możliwości mieszkańca. Cele wsparcia asystenta i samorozwoju poznawczego, fizycznego, społecznego wyznacza użytkownik mieszkania przejmujący odpowiedzialność za ich realizację. Mieszkanie docelowe w systemie mieszkalnictwa wspomaganego oznacza zamieszkanie użytkownika w lokalu mieszkalnym samodzielnie lub w grupie zgodnie z jego indywidualnymi potrzebami, preferencjami i aspiracjami (perspektywa jednostki) oraz zasobami ludzkimi, materialnymi, technicznymi i organizacyjnymi (perspektywa organizatora wsparcia). Usługi asystenckie świadczone są w zakresie niezbędnym do realizowania czynności dnia codziennego w sposób bezpieczny i adekwatny do potrzeb i możliwości mieszkańca. Tym samym może on być wspierany przez asystenta zarówno całodobowo, jak i krótkoterminowo.